# Maine (hrabstwo Outagamie)
Maine – miasto w Stanach Zjednoczonych, w stanie Wisconsin, w hrabstwie Outagamie.